# Красный муравей-бульдог

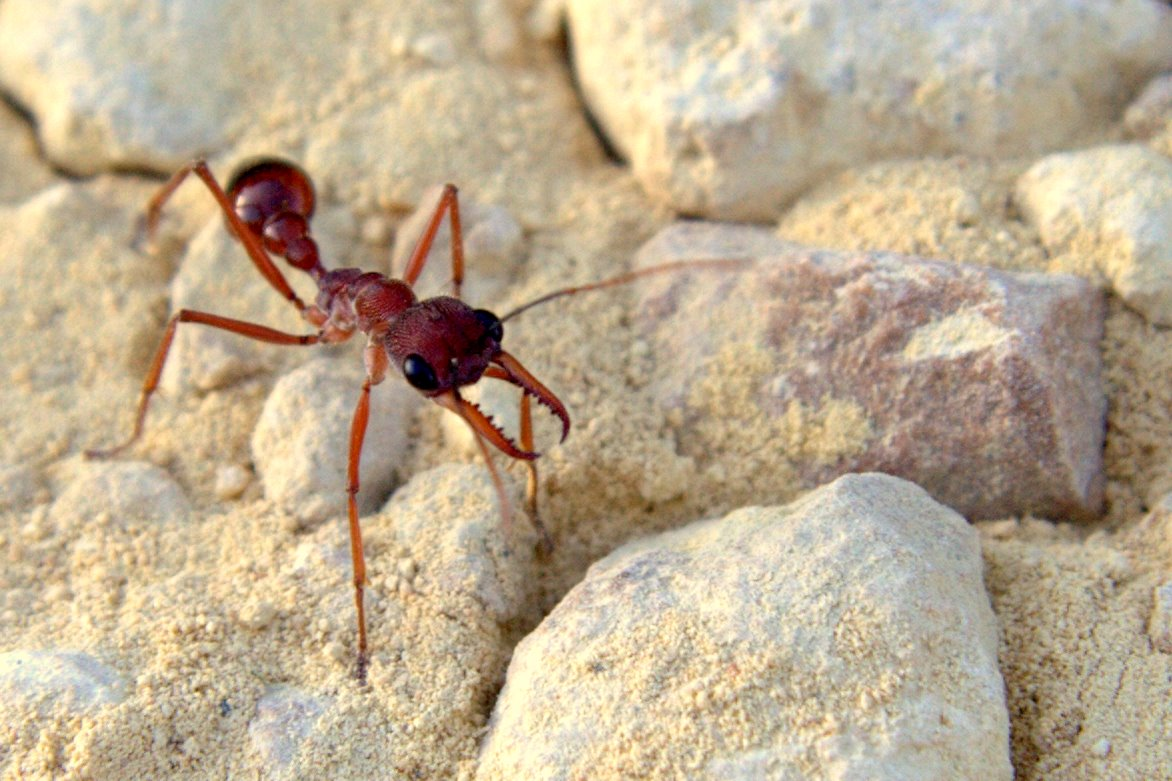
Myrmecia gulosa

Красный муравей-бульдог (Myrmecia gulosa) — вид примитивных муравьёв-бульдогов Австралии. Обладают сильным жалом и ядом, способным вызвать сильную аллергическую реакцию и анафилактический шок. 

## Распространение

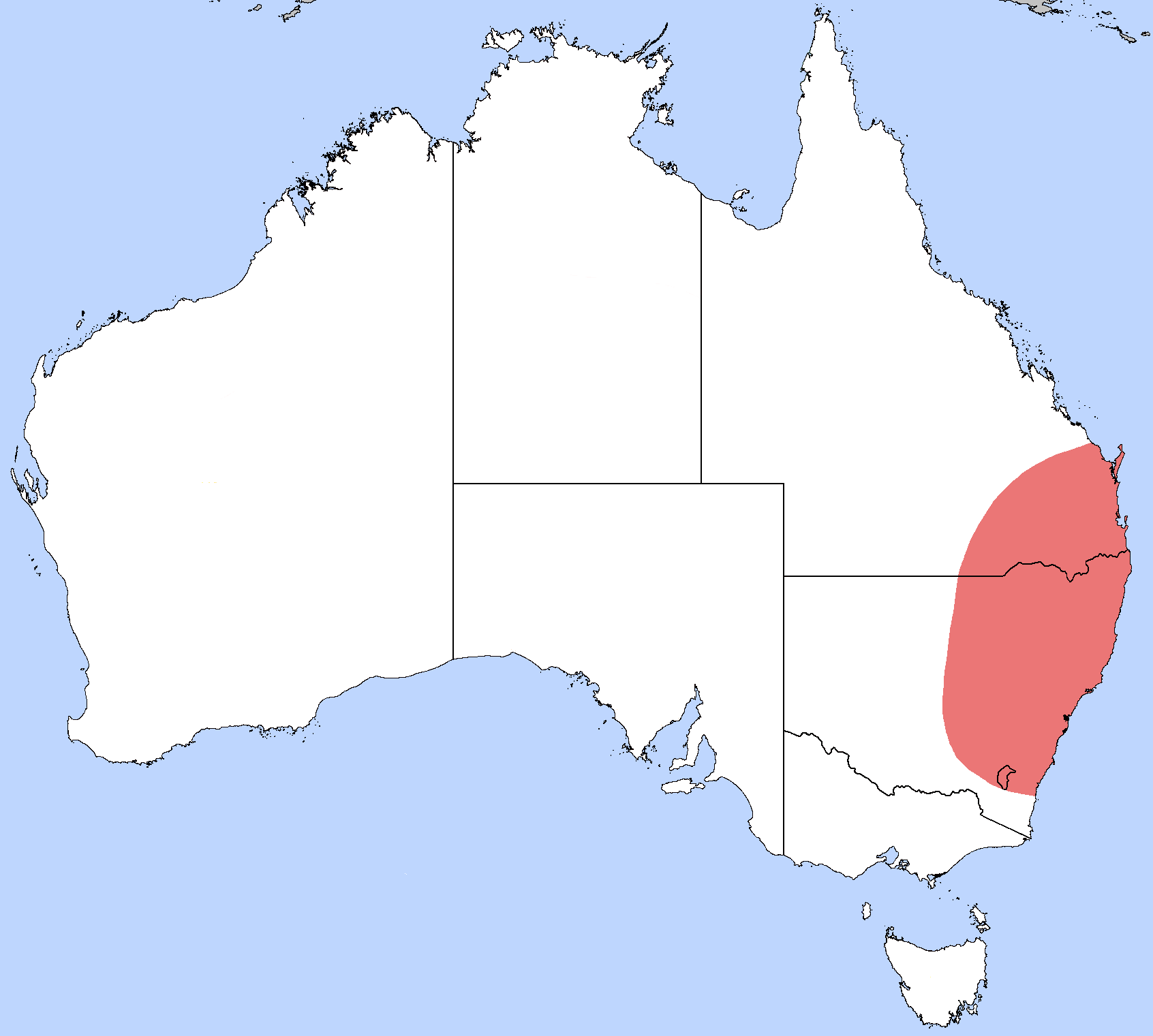
Карта распространения

Австралия: Квинсленд, Новый Южный Уэльс.

## Описание
Красновато-жёлтые стройные муравьи. Длина тела разных каст: 14—26 мм (рабочие), 27—29 (самки), 17—21 (самцы). Мандибулы жёлтые. Задний край первого сегмента брюшка и все три апикальных сегмента чёрные. Обнаружены паразитоиды из рода Austeucharis (Eucharitidae).

## Биология
Семьи моногинные (одна королева-матка) и монандрические (все являются сестрами, так как у них один отец), содержат около 2000 рабочих. Поведение весьма агрессивное, входы в муравейник в любое время дня и ночи всегда сторожат минимум 2—3 охранника и при приближении кого-либо к гнезду охраняющие его муравьи бросаются в атаку. Благодаря хорошему зрению они могут обнаруживать приближение потенциального врага вплоть до расстояния около 2 м, а их укусы и ужаления представляют опасность для многих животных и человека.
Взрослые особи питаются жидкими соками растений и нектаром, а личинок выкармливают беспозвоночными, в том числе пчёлами и другими муравьями (Camponotus и Polyrhachis).

## Опасность ужаления
Муравьи Myrmecia gulosa обладают сильным жалом и ядом, могут вызывать сильную аллергическую реакцию у человека. Яд этого вида имеет протеиновую основу и сходен с ядом ос и пчёл. Он содержит гистамин, гиалуронидазы, гемолитический фактор, олигопептид кинин. Ужаление может вызвать сильную и продолжительную боль, которая у человека длится несколько дней. В некоторых случаях отмечаются тяжёлые аллергические реакции и даже анафилактический шок, который может привести к смерти особо чувствительных пациентов.
В 2022 году в яде Myrmecia gulosa в качестве основного компонента обнаружен пептидный токсин MIITX2-Mg1a. Новые данные раскрывают ранее не описанный способ действия яда, выделяют роль рецепторов ErbB в передаче сигналов боли у млекопитающих и предоставляют пример молекулярной мимикрии, управляемой давлением защитного отбора. Этот токсин эволюционировал так, чтобы имитировать как структурно, так и функционально пептидный гормон эпидермальный фактор роста позвоночных (ЭФР). Доказано, что Mg1a является мощным агонистом рецептора ЭФР ErbB1 млекопитающих и что интраплантарная инъекция у мышей вызывает длительную гиперчувствительность инъецированной лапы.

## Таксономия
Первоначально этот вид был описан только по рабочим особям как Formica gulosa Fabricius, 1775. А в 1804 году он был выделен в отдельный род Myrmecia. В качестве типового вида рода обозначен в 1840 году (Shuckard, in Swainson & Shuckard, 1840: 173). Самцы были описаны в 1858 году (Smith, 1858), а самки только в 1876 году (Mayr, 1876).

## Эмблема

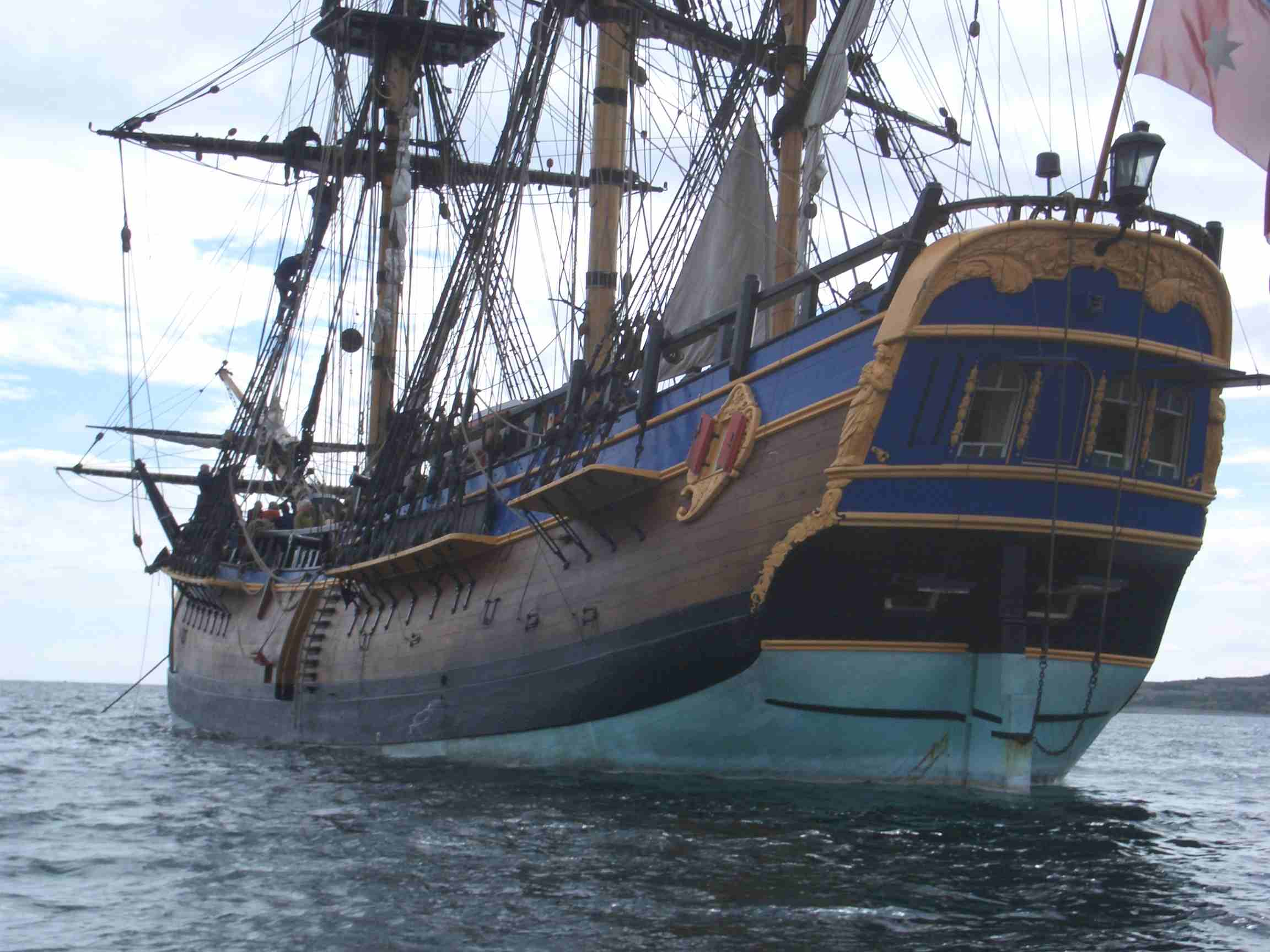
Реконструкция Индевора, на котором Myrmecia gulosa прибыл в Лондон.

Муравей Myrmecia gulosa является эмблемой Австралийского энтомологического общества. Это выбор связан как с заметным «кусачим поведением», так и с тем, что он стал одним из самых первых собранных и научно описанных из Австралии видов насекомых. Первый экземпляр Myrmecia gulosa (Fabricius, 1775) был собран в «New Holland» натуралистом Джозефом Банксом в 1770 году в ходе первой экспедиции Джеймса Кука. Этот муравей вместе с другими первыми австралийскими насекомыми (жук-долгоносик Chrysolopus spectabilis, бабочка и две мухи) по окончании экспедиции был доставлен на корабле Индевор в Европу. В настоящее время этот первый муравей хранится в хорошем состоянии в коллекции Joseph Banks Collection (Музей естествознания (Лондон)). Фабрициус, посетив в очередной раз этот музей, обнаружил там в этом рабочем муравье новый для науки вид, а через несколько лет выделил его в отдельный род Myrmecia.